# Bytjärnen (Svärdsjö socken, Dalarna)
Bytjärnen är en sjö i Falu kommun i Dalarna och ingår i Dalälvens huvudavrinningsområde. Sjön är 2,3 meter djup, har en yta på 0,0679 kvadratkilometer och är belägen 120,3 meter över havet. Sjön avvattnas av vattendraget Bytjärnsbäcken.

## Delavrinningsområde
Bytjärnen ingår i det delavrinningsområde (673410-149932) som SMHI kallar för Mynnar i Gårdvikssjön. Medelhöjden är 147 meter över havet och ytan är 3,64 kvadratkilometer. Det finns inga avrinningsområden uppströms utan avrinningsområdet är högsta punkten. Bytjärnsbäcken som avvattnar avrinningsområdet har biflödesordning 3, vilket innebär att vattnet flödar genom totalt 3 vattendrag innan det når havet efter 234 kilometer. Avrinningsområdet består mestadels av skog (56 procent) och jordbruk (19 procent). Avrinningsområdet har 0,06 kvadratkilometer vattenytor vilket ger det en sjöprocent på 1,6 procent. Bebyggelsen i området täcker en yta av 0,25 kvadratkilometer eller 7 procent av avrinningsområdet.